# Marcel Leguen
Marcel Leguen (5 janvier 1924 - 15 octobre 1998) est un enseignant et journaliste français, promoteur de la pédagogie nouvelle initiée par Célestin Freinet, qu'il a notamment cherché à développer dans le contexte réunionnais de l'après-départementalisation.

## Biographie
Né près de Saint-Brieuc, il s'engage pendant la Seconde Guerre mondiale dans la Résistance au maquis de Squiffiec parmi les Francs-tireurs et partisans, dont il devient lieutenant.
En 1945, il est journaliste à L'Armor Libre de Paimpol, puis devient rédacteur, rédacteur en chef et directeur de L'Aube Nouvelle, et enfin collabore à L'Humanité comme rédacteur et documentaliste.
Il entre à l'école normale de Saint-Brieuc. 
Il est nommé à La Réunion en 1951 au service des constructions scolaires du vice-rectorat, puis devient à la rentrée 1954, directeur de l'école d'un village des Hauts de la Réunion, Le Tévelave.
C'est là qu'il fonde, alors que le bâtiment scolaire n'est encore qu'une case sordide, « l'École nouvelle du Tévelave » un projet pédagogique qui met en œuvre les principes de la pédagogie Freinet tout en les adaptant à l'environnement culturel créole et à la réalité de La Réunion alors accablée de misère. On lui doit sans nul doute le premier journal scolaire réunionnais, La Moque.
La pertinence du projet, le dynamisme de l'enseignant, les résultats remarquables obtenus par les élèves font alors du Tévelave le haut-lieu de la nouvelle pédagogie qui attire l'attention et l'intérêt, à La Réunion tout comme en métropole.
Les autorités académiques conquises, soutiennent Marcel Leguen, qui, à la rentrée de 1958 se voit confier la direction d'une école expérimentale qui vient d'être spécialement créée à la Plaine des Cafres. 
Mais alors que les tensions politiques locales sont à leur comble quant au statut de La Réunion, Marcel Leguen paye chèrement son engagement auprès des communistes, favorables à l'autonomie et ses chroniques régulières dans le journal La Démocratie. Il est agressé par des partisans du camp adverse. Le préfet Perreau-Pradier fait aussitôt fermer l'école  expérimentale et en 1959, Marcel Leguen retourne à l'école du Tévelave.
Malgré les protections et les sympathies dont il bénéficie au plus haut niveau de la France en raison de son passé de résistant et de l'impact de son expérience pédagogique, Marcel Leguen, dans le sillage de l'ordonnance Debré, est interdit de retour à La Réunion à l'issue d'un congé administratif qu'il prend avec sa femme Paulette en métropole en 1963. Il ne retournera plus jamais à La Réunion.
Il enseigne à Brest de 1963 à 1978 et se retire ensuite à Kerdaniel en Tressignaux. Inspiré par son expérience réunionnaise, il écrit et publie une histoire de La Réunion en 1979 et un ouvrage de témoignage et de réflexion sur son aventure de maître d'école en 1989.

## Publications
- Marcel Leguen, Histoire de l'Ile de la Réunion, Paris, Éditions L'Harmattan, 1979, 263 p. (ISBN 2-85802-106-6).
- Marcel Leguen, Le maître d'école du Tévé-Lava : esquisses réunionnaises, Paris, L'Harmattan, 1989, 179 p. (ISBN 2-7384-0349-2).

## Hommage

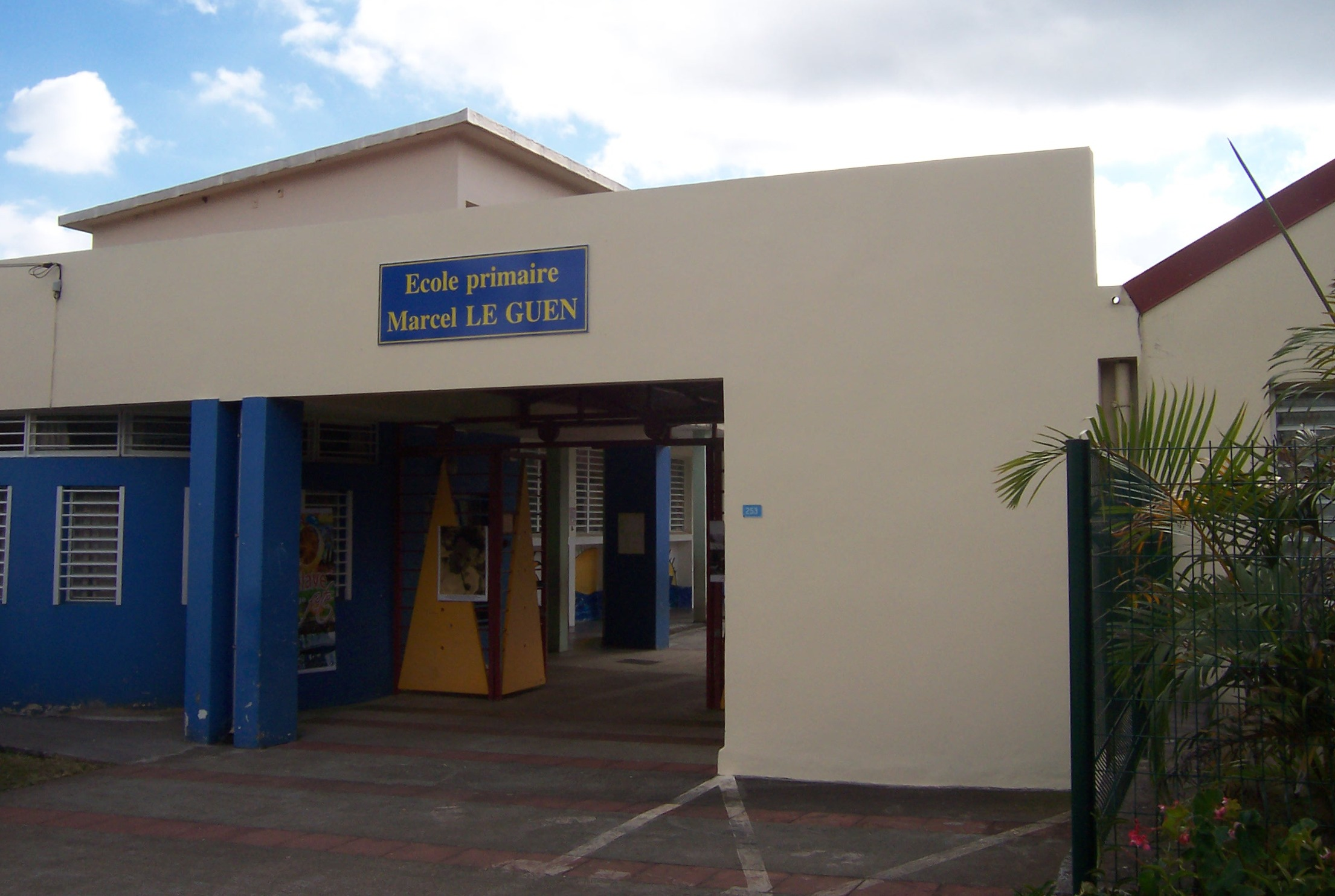

Au Tévelave, l'école maternelle et primaire porte son nom depuis 2006. 